# Thymus stojanovii
Thymus stojanovii — вид рослин родини глухокропивові (Lamiaceae), населяє гори Греції, Болгарії, колишньої Югославії.

## Опис
Росте в скупченнях, з деревними, повзучими, неквітучими стеблами. Квітучі стебла 5(7) см, зазвичай волосаті, з базальним кластером малих листків, часто з пахвовими листковими кластерами. Листки 5–7 × 1–2 мм, ланцетно-еліптичні, дещо м'ясисті, підгострі, в основному перевершують міжвузля, часто волосаті, війчасті біля основи; бічні жилки нечіткі. Суцвіття від кулястої до дещо циліндричної форми. Приквітки аналогічні листкам. Чашечка 3-4(5) мм, пурпурова; верхня губа рівна або трохи довше, ніж трубка. Вінчик ледве перевищує чашечку, пурпуровий.

## Поширення
Вид населяє гори Греції, Болгарії, колишньої Югославії.

## Назва
Вид названо на честь болгарського ботаніка Николая Стоянова (1883–1968).